# Frédéric Videau
Pour les articles homonymes, voir Videau (homonymie).
Frédéric Videau, né à Angoulême le 3 août 1964, est un réalisateur et scénariste français.

## Biographie
Né à Angoulême, Frédéric Videau tournera son premier long métrage, Le Fils de Jean-Claude Videau, sorti en 2001, à partir de son histoire familiale,.

### Formation
Issu de la promotion 1990 de la Fémis, il y réalise son premier court métrage, Les Vacances scolaires.

### Carrière
En 1993, dans son court métrage Eux cinq, Éric est un adolescent qui parle de football et de politique dans une famille d'ouvriers sur des chansons de Jean Ferrat.
En 2003, il joue Éric dans son premier long-métrage Variété française aux côtés d'Hélène Fillières (Édith) et Gérard Meylan (le père d'Éric). Le film est sélectionné à la 18e édition de la Settimana della Critica à la Mostra de Venise.
En tant que scénariste pour les frères Larrieu, Frédéric Videau est un des représentants de l'école du Sud-Ouest.
En 2012, le réalisateur s'inspire de l'affaire Natascha Kampusch transposée en Dordogne, dans À moi seule avec Agathe Bonitzer (Gaëlle) séquestrée par Reda Kateb (Vincent). Le film est sélectionné à la 62e édition de la Berlinale, et y remporte le prix de la Gilde Deutscher Filmkunsttheater.
Réalisé en 2020, son quatrième long métrage, Selon la police, sort en février 2022.

## Filmographie

### Réalisateur

#### Longs métrages
- 2001 : Le Fils de Jean-Claude Videau
- 2003 : Variété française
- 2012 : À moi seule
- 2022 : Selon la police

#### Courts métrages
- 1989 : Les Vacances scolaires
- 1993 : Eux cinq

#### Documentaire
- 1990 : Les Façons

### Acteur
- 2000 : La Brèche de Roland des Frères Larrieu : un montagnard
- 2001 : Le Fils de Jean-Claude Videau : Frédéric
- 2003 : Variété française de Frédéric Videau : Éric
- 2004 : Je t'aime, je t'adore de Bruno Bontzolakis : Doudou

### Scénariste

#### Longs métrages
- 2003 : Pas de repos pour les braves d'Alain Guiraudie
- 2003 : Un homme, un vrai d'Arnaud et Jean-Marie Larrieu
- 2008 : Les Derniers Jours du monde d'Arnaud et Jean-Marie Larrieu
- 2019 : Vif-Argent de Stéphane Batut

#### Télévision
- 2003 : L'Amour au soleil de Bruno Bontzolakis sur Arte
- 2003 : Des épaules solides d'Ursula Meier sur Arte
- 2012 : Mafiosa de Pierre Leccia sur Canal+ (saison 5)
- 2017 : Agathe Koltès sur France 3

#### Court métrage
- 2014 : Le Rappel des oiseaux de Stéphane Batut

## Distinctions

### Récompense
- 2012 : prix de la Guild of German Art House Cinemas à la Berlinale pour À moi seule

### Nominations
- 2003 : semaine internationale de la critique à la Mostra de Venise pour Variété française
- 2012 : sélection officielle à la Berlinale pour À moi seule